# Garnat-sur-Engièvre
 Garnat-sur-Engièvre  es una población y comuna francesa, situada en la región de Auvernia, departamento de Allier, en el distrito de Moulins y cantón de Chevagnes.

## Demografía
| 696 | 786 | 762 | 722 | 715 | 734 |
| Para los censos de 1962 a 1999 la población legal corresponde a la población sin duplicidades (Fuente: INSEE [Consultar]) |     |     |     |     |     |